# مسجد جامع رادکان
مسجد جامع رادکان مربوط به اواخر دوره تیموریان -اوائل دوره صفوی است و در شهرستان چناران، بخش مرکزی، روستای رادکان واقع شده است. مسجد رادکان که در شمال غرب چناران در حاشیه خیابان اصلی روستای رادکان واقع گردیده است، دارای یک شبستان ستون‌دار و حیاطی مستطیل شکل است که شبستان مسجد تقریباً دارای وسعتی معادل ۳۳۰۰ متر مربع است و ۱۲ ستون و ۱۲ نیمه ستون دارد و محراب ساده‌ای نیز در ضلع جنوب غربی در ردیف میانی فضای آن قرار گرفته است.
این اثر در تاریخ ۱۰ دی ۱۳۸۱ با شمارهٔ ثبت ۶۶۵۸ به‌عنوان یکی از آثار ملی ایران به ثبت رسیده است.